# Vieillissement
Pour les articles homonymes, voir vieillissement (homonymie).

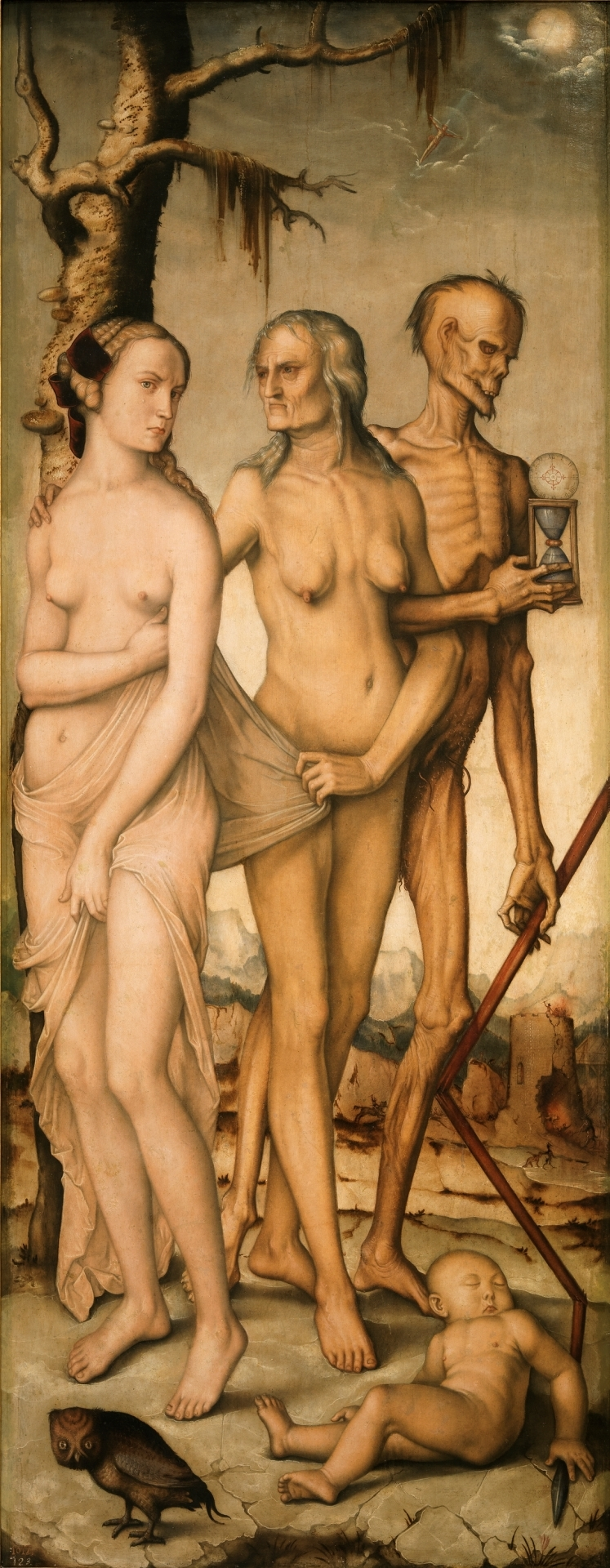
Hans Baldung Grien : Les Âges et la Mort, c. 1540-1543.

Le vieillissement est l'ensemble des modifications fonctionnelles diminuant progressivement l'aptitude d'un objet, d'une information ou d'un organisme à assurer ses fonctions dans le temps.
Dans le cas d'un organisme vivant (être humain par exemple), la plupart des cellules et organes ont une durée de vie maximale génétiquement programmée, mais ce processus peut être accéléré par divers stress subis in utero ou durant la vie - qui conduisent le plus souvent cet organisme à ne plus assurer son équilibre physiologique, ce qui le mène à la mort.
Chez l'Homme, le vieillissement est un processus complexe, lent et progressif, qui implique divers facteurs biologiques, psychologiques et sociaux. Ces facteurs sont en partie génétiques (vieillissement intrinsèque), et pour partie liés à l'histoire de vie de chacun (facteurs externes de vieillissement, acquis ou subis). Le vieillissement de certaines cellules commence dès la naissance, voire in utero. Chez l'Homme, par convention, on parle de vieillissement à partir d'un certain âge (l’âge « mûr »), avant de différencier le 3e âge (65 – 89 ans) du 4e âge ou grand âge (> 90 ans). Sur le plan médical, les définitions chronologiques sont reléguées au second plan au profit de celles tenant compte du niveau de dépendance du sujet âgé.
L'étude de la vieillesse et du vieillissement humain est la gérontologie (terme formé sur le mot grec geron, gerontos, « vieillard »). La médecine de la vieillesse est la gériatrie.

## Définition
Il existe plusieurs définitions du « vieillissement », selon l'approche dans laquelle on se place.
- L'ensemble des phénomènes d'affaiblissement des fonctions physiologiques liés au vieillissement d'un organisme vivant constituent la sénescence (formé sur le mot latin : senex, « vieillard »). L'état pathologique résultant de la sénescence est la sénilité. On peut aussi parler du vieillissement (éventuellement prématuré) d'un organe (la peau exposée aux UV par exemple).
- On parle aussi d'une « société vieillissante » pour désigner la période durant laquelle le nombre de personnes âgées croît, à la suite de l'augmentation de l'espérance de vie et à la diminution des taux de natalité (inversion de la pyramide démographique dans certains pays tels l'Allemagne ou l'Estonie), observés sur presque toute la planète. Ce vieillissement de la population est devenu un sujet, socialement, politiquement et biologiquement préoccupant, qui explique une gérontologie biologique et sociale en plein essor, au moins dans les pays riches. Sur le plan sociologique, les chercheurs cherchent à montrer que le vieillissement est un construit social. Les définitions chronologiques sont aussi placées au second plan pour mettre en avant le mode de vie de la personne âgée ou du senior. Les chercheurs des sciences humaines et sociales abordent notamment les aspects culturels du vieillissement et les rapports de pouvoir sociaux, par exemple à travers la notion d’« âgisme » qui désigne la discrimination vis-à-vis des personnes âgées[2].
- Au regard de l'état civil, le vieillissement ou les âges de la vie sont quantitativement donnés par le calendrier dont le repérage diffère d'une culture à une autre ;

1. socialement, l'âge est un indice de vieillissement ne renseignant pas sur le nombre de jours restant à vivre (qui croît dans la plupart des pays non en guerre[3]) ;
2. une approche plus physiologique, permise par les progrès des moyens d'investigation médicaux cherche à estimer le vieillissement physique des organes et notamment du cerveau, par exemple par une perte progressive de neurones et l'appauvrissement en synapses, qui est dans le déroulement observé de la vie du corps humain (c'est-à-dire sans maladie) ;
3. le psychologue et le gérontologue ou le sociologue s'intéressent aussi au vieillissement subjectif (tel que vécu par la personne, parfois davantage perçu que réel), avec diverses attributions de sens au vieillissement[4].

## Clinique

### Vieillissement normal
Le vieillissement est un phénomène dont les retentissements biologiques, psychologiques et sociaux sont étroitement liés.

#### Aspects neurologiques
Le premier aspect est peut-être la dégradation continue de cent milliards de neurones à la naissance. La masse du cerveau diminue, graduellement et sûrement, d'environ 10 %, durant toute la vie, par la mort des neurones qui ne se produit pas au même rythme et aux mêmes régions chez toutes les personnes. Cette perte a lieu surtout dans les couches externes associatives, laissant intactes les parties internes, responsables des actes réflexes qui ne dépendent pas de l'apprentissage.
Elle se situe principalement dans le cortex cérébral, responsable de la motricité, la pensée et les sens. Mais, la perte du poids cérébral, avec l'âge, est moins significative que l'appauvrissement en qualité et en quantité des connexions neuronales ou synapses qui permettraient à un neuropathologiste, dans sa dissection et son observation, de déterminer l'âge à partir de la richesse en synapses. La plasticité ou labilité des synapses signifient que ces connexions neuronales se font, se défont et se refont à l'usage et à n'importe quel âge. Le cheval de bataille de Jean-Pierre Changeux, neurobiologiste, est cette « plasticité synaptique » où les circuits neuraux se font par des activités d'apprentissage et se défont par inactivité. Le dispositif cérébral s'use quand on ne s'en sert pas. Freud a longtemps considéré qu’il y avait dans la vieillesse, une barrière qui excluait les sujets âgés du champ psychothérapeutique, en raison d’un défaut de plasticité des processus psychiques, « ses successeurs s’orientent différemment, soulignant au contraire, les capacités surprenantes de plasticité psychique y compris chez certains vieillards, dès lors que le sujet âgé se déprend des effets du discours négativiste sociétal ».

#### Aspects psychologiques du vieillissement
S’il est difficile de distinguer les modifications psychologiques directement induites par le vieillissement, de celles accompagnant parfois les conséquences de celui-ci (Ninot, 2004[réf. incomplète]), certains changements se dégagent comme affectant la dimension cognitive et émotionnelle dans le cadre du vieillissement normal.
D’un point de vue psychanalytique, le vieillissement est un « processus évolutif ou par crises qui traduit l’impact psychique des détériorations d’un organisme mature ». Pour le sujet âgé, il s’agira « d’intégrer ce à quoi le confronte le fait de vieillir, quant à son désir, quant au rapport au temps et à la mort ».
« Ce travail psychique, conscient et inconscient, débute lors de la crise du milieu de la vie, lorsqu’apparaissent les premières défaillances et limites corporelles. À chaque fois, il s’agit d’une rude mise à l’épreuve spéculaire du narcissisme et la qualité de ce dernier est un des facteurs du bien vieillir. Le vieillissement remet en jeu l’identité (avec un travail du Moi intense), active de nombreux processus de deuil (d’objets certes mais aussi de soi-même) et oblige à faire avec la castration (l’humour et les sublimations sont essentiels) ».

##### Aspect émotionnel
Au plan émotionnel, le vieillissement peut s’accompagner de l’émergence de sentiments multiples comme l’inutilité, la sensation d’être une charge pour les autres (à laquelle échapperont plus facilement des grands-parents très sollicités pour garder leurs petits-enfants), la solitude et l’abandon (qui diminuent grâce à la messagerie instantanée vidéo), la sensation de posséder un corps devenant incontrôlable. Trois aspects se dégagent : la personne âgée tend vers une maîtrise passive de l’environnement, une réduction de son activité et une préoccupation grandissante de son monde intérieur. On observe classiquement un désinvestissement de la réalité extérieure et un investissement de soi (L’Ecuyer, 1994[réf. incomplète] ; Léger et Tessire, 1989[réf. incomplète]), accentués par l’approche de la mort (Caradec, 2004[réf. incomplète]).

#### Aspects biologiques et physiologiques
Il existe un âge biologique (ou épigénétique) qui est différent de l'âge véritable, et cet âge peut varier selon les cellules et les organes (il est beaucoup plus élevé dans les cellules ayant subi certains stress environnementaux).
Deux marqueurs (ou biomarqueurs) sont connus concernant le vieillissement et l'âge biologique des gènes :
1. le raccourcissement des télomères
2. la méthylation de l'ADN, qui altère l'épigénome. Steve Horvath, généticien et biostatisticien à l'Université de Californie de Los Angeles a montré qu'il existe un vieillissement épigénétique, c'est-à-dire que des gènes non altérés peuvent en vieillissant voir leur expression altérée par des ajouts de groupements méthyle (méthylation) sur l'ADN. Sur cette base, Horvath a développé un algorithme (librement disponible) qui prédit avec une précision de +/- 3 à 5 ans l'âge d'une personne, rien que d'après l'observation de deux sites de méthylation sur son ADN. Plus le profil de méthylation est complet, plus l'âge peut être donné avec précision. En 2012, il a amélioré son algorithme en ajoutant sept autres sites de méthylation, ce qui lui permet de prédire l'âge de +/- 3 ans si l'échantillon est sanguin, mais avec une précision de 18 mois s'il s'agit de salive. il passe ensuite à la prise en compte de plus de 350 sites de méthylation, ce qui lui a permis d'encore accroître sa précision[11]. Le big data devrait permettre de mieux comprendre et exploiter ce phénomène[12].

##### Approche fonctionnelle
- Le cristallin de l'œil commence à vieillir à partir de l'âge de 11 ans[réf. nécessaire].
- Les différents systèmes physiologiques : vasculaire, cardiaque, cérébral, neurosensoriel, osseux... commencent à vieillir à partir de 18-20 ans[réf. nécessaire].
- La fonction respiratoire : la compliance thoracique est fortement diminuée avec l’âge ; on constate une perte de recul élastique pulmonaire et une diminution de force des muscles respiratoires. La fonction respiratoire de repos est altérée par une augmentation du volume résiduel et une diminution de la capacité vitale. Le flux sanguin artériel pulmonaire diminue et la pression artérielle pulmonaire augmente avec l’âge.
- La fonction circulatoire : l’hypertension artérielle augmente avec l’âge et l’artériosclérose apparaît. Le diabète de type 2 apparaît souvent et se traduit par une obstruction progressive des vaisseaux capillaires
- La fonction locomotrice : le vieillissement osseux caractérisé par une diminution de l'anabolisme osseux, pouvant déboucher sur une ostéoporose et l’ostéomalacie ; le vieillissement articulaire caractérisé par l’arthrose ; le vieillissement musculaire caractérisé par une sarcopénie, entraînant une diminution de la force musculaire. La répétition d’effort est plus difficile, et la force et l’endurance se conservent plus longtemps que la résistance, la vitesse, la souplesse et la coordination des mouvements.
- Les capacités perceptives : diminution des capacités sensorielles entraînant l'instabilité de la posture, ainsi qu’une altération de l’audition (presbyacousie) et de la vue (presbytie, cataracte, pouvant toutes deux être aujourd'hui résolues par opération dans beaucoup de cas).
- L’aptitude physique : la puissance maximale aérobie décline ; la capacité aérobie diminue.

Les parties cartilagineuses (nez, oreilles) continuent bien qu'à un rythme imperceptible leur croissance toute la vie, donnant leur aspect particulier aux visages des vieillards.
De manière générale, le processus du vieillissement, après la phase de maturation, conduit à une diminution progressive des capacités de réserve fonctionnelle de l’organisme (Jeandel, 2003) entraînant des difficultés d’adaptations physiologiques. Ce déclin est accompagné de – et accentué par – la diminution de l’activité physique qui accompagne souvent l’avancée en âge.

#### Aspects psychomoteurs
- atténuation des réflexes au niveau des muscles et des articulations,
- troubles de l’équilibre en station debout entraînant une démarche moins assurée,
- tremblements séniles (tête et membres supérieurs), notamment quand on passe de l’état de repos à l’action,
- troubles de la connaissance du corps propre,
- troubles praxiques (acte volontaire),
- troubles de la connaissance de son corps, du langage et de l’écriture.

### Vieillissement pathologique
Voir :
- Maladie d'Alzheimer
- Maladie de Parkinson
- Syndrome de Werner
- Progéria
- Cas de Brooke Greenberg

La vieillesse, âge ultime de l'être humain qui succède à l'âge mûr, est aussi appelé par euphémisme le « troisième âge ». La vieillesse est généralement perçue dans la 6e décennie de la vie, car c’est à cette période que la conscience d’un vieillissement est la plus aiguë.
Il n’y a pas réellement d’âge biologique de la vieillesse. Par contre, il y a une représentation de la vieillesse qui commence vers l'âge de soixante-cinq ans et correspond à une période de la vie où la plupart des personnes sont retirées de la vie active (retraite ou pension).

## Causes évolutives du vieillissement
Les théories évolutives sur le vieillissement suggèrent qu'il évolue comme une conséquence de la sélection naturelle (explication évolutionniste), et ne se pose donc pas comme le résultat inévitable de l’« usure normale » de l’individu.
Actuellement, on distingue trois principales théories, pouvant coexister, sur l'évolution du vieillissement.

### Théorie de l'accumulation de mutations
Au milieu du XXe siècle, Haldane (1941) et Medawar (1952) émettent l’idée selon laquelle la force de sélection décline avec l'âge proportionnellement à la valeur reproductive, qui mesure la contribution d'un individu aux générations futures. Cela est dû au fait que les individus meurent de causes qui ne sont pas liées au vieillissement (facteurs extrinsèques). Medawar a donc supposé que des mutations délétères exprimées à un âge plus avancé pouvaient s'accumuler dans les populations, réduisant alors le succès de reproduction ainsi que la survie des individus âgés. Cette théorie suggère que les forces de sélection contre le vieillissement sont tout simplement trop faibles pour le supprimer.

### Théorie de pléiotropie antagoniste
Williams (1957) a étendu l'idée de l'accumulation de mutations dans une deuxième théorie en proposant l'existence de gènes antagonistes pléiotropes. Selon lui, ces gènes auraient des effets bénéfiques chez les plus jeunes individus, mais des effets délétères à un âge avancé. Le nombre d'individus dans les classes d'âge jeunes étant plus élevé que dans les classes d'âge élevées, ces gènes seront donc favorisés pour leur effet bénéfique sur les jeunes, malgré leur effet néfaste sur les individus âgés. La théorie de pléiotropie antagoniste suggère donc que le vieillissement est une conséquence malheureuse d'un lien entre les avantages que certains traits fournissent aux organismes jeunes et leurs conséquences négatives en fin de vie. Cette théorie inclut la notion d’investissement. Les organismes ne peuvent pas investir sans limite dans leur survie et leur reproduction : ils font donc des compromis. L’ajustement de ces compromis dépend de nombreux facteurs, notamment environnementaux. Cette partie est traitée par la théorie du soma jetable.

### Théorie du soma jetable
La troisième théorie expliquant une évolution vers le vieillissement est développée par Kirkwood (1977), : c'est la théorie du soma jetable. Elle est fondée sur le rapport entre l'auto-maintien et la reproduction.
Dans cette théorie, le déclin des fonctions résulte des dommages non réparés de molécules, de cellules et de tissus. Ceux-ci sont dus aux processus de la vie, en particulier ceux provoqués par la reproduction, et s’accumulent avec l’âge. La réparation de ces dommages est coûteuse, en termes de ressources, pour l'individu. En conséquence, le taux attendu de détérioration d'un individu reflète un équilibre optimal entre l'allocation des ressources à l'auto-entretien et à d'autres activités concurrentes. La théorie du soma jetable postule qu'il est inutile de maintenir le soma au-delà de l'âge que l'individu peut raisonnablement espérer atteindre dans son environnement normal. Autrement dit, lorsque le niveau de mortalité environnementale (c'est-à-dire extrinsèque) est élevé, il est moins intéressant d'investir massivement dans l'entretien (et donc d'augmenter l'espérance de vie) et plus intéressant d'investir dans une croissance rapide ainsi que dans la reproduction, et inversement. Le vieillissement est alors une conséquence évolutive de l'existence de nombreux facteurs extrinsèques de mortalité.

## Aspects sociaux
La sociologie a intégré les questions relatives au vieillissement, et certains chercheurs comme Simone Pennec les ont abordées dès les années 1990. L'Association Française de Sociologie (AFS) a créé en 2003 un réseau thématique spécifique intitulés Vieillesses, vieillissement et parcours de vie, avec les contributions de plusieurs sociologues français travaillant dans différentes universités dont Vincent Caradec, Agathe Gestin, Francoise Le Borgne-Uguen, Monique Legrand, Isabelle Mallon et Jean Philippe Virait-Durantal.
Dans les sociétés occidentales contemporaines, on observe une diminution importante du réseau social chez les personnes âgées. Des pertes relatives à la capacité de déplacement et à celle d’interaction avec l’environnement (vue et ouïe) sont subies par les personnes âgées et les amènent à limiter leurs contacts avec l’extérieur et à se renfermer sur elles-mêmes. Le déménagement en institution accentue cette diminution du réseau social et l’isolement.
Le vieillissement psycho-affectif est peut-être dans un plus grand isolement social, une plus grande solitude que les personnes âgées tentent de combattre par la relation avec des médicaments et d'autres drogues, comme substitut à la relation sociale appauvrie, reliant ainsi le vieillissement psycho-affectif au vieillissement social[réf. nécessaire].
Les sociologues insistent sur la notion de construit social : le vieillissement est lié au regard de la société, aux normes qu'elle se donne. (Serge Guérin, 2007) montre que la notion d'âge est fortement liée à l'environnement socio-culturel. Ainsi, il montre que l'on est « vieux » dès 45 ans en entreprise, alors que pour le grand public, la vieillesse débute à plus de 70 ans... Étudier le vieillissement avec une perspective sociale permet de réaliser comment le corps est façonné de manière propre à un groupe ou une culture, soit la «biologie locale».
Le vieillissement au travail pose des problèmes spécifiques. Par exemple, en seconde partie de carrière, les caissières et les mécaniciens doivent faire face à un enjeu identique : tenir le plus longtemps possible dans une situation de travail qui pose différents problèmes compte tenu de l’avancée en âge. Comme l’a montré la sociologue Morgane Kuehni, les travailleuses et travailleurs sont inégaux face au « vieillissement actif » en emploi.
Quant au statut de mineur attribué aux personnes âgées, la société et la culture tendent, d'une part, à considérer le vieillissement comme une perte progressive de responsabilités dans le comportement, ce qui s'exprime par le retrait des activités professionnelles et, à l'extrême, par une mise sous tutelle. D'autre part, le retrait et l'isolement sociaux conduisent souvent les personnes âgées à se constituer en groupes sociaux à part, suivant un déroulement proche de celui des groupes ethniques, de femmes et de handicapés, avec leurs sous-cultures, de telle manière que les lois et règlements sur l'égalité dans l'accès aux emplois mettent ensemble les femmes les handicapés, les minorités ethniques visibles ou non et les personnes âgées dans leurs mesures compensatoires[réf. nécessaire].
Dans les cultures et les sociétés où la sécurité sociale est assurée par la famille, la parenté et la communauté proche, la responsabilité filiale est liée, comme son corollaire, à la responsabilité parentale, comme les différentes responsabilités communautaires sont liées, par exemple, en Chine et dans les pays sinisés, par les valeurs confucéennes de bénévolence, de courtoisie, de loyauté et d'obéissance mutuelles[réf. nécessaire].

### Aspects anthropologiques
Comme souvent en sciences sociales, le vieillissement humain est un phénomène complexes reliant de nombreuses dimensions de l'existence. « Il n’est d’ailleurs compréhensible que mis en relation avec à un ensemble de réalités qui le débordent, et auxquelles, en retour, il aide à comprendre : la famille, l’économie, la démographie, les soins de santé, les politiques, l’imaginaire social et les valeurs, la personne comme construit culturel ». L'anthropologie avance aussi que le vieillissement peut être compris de manière autrement que comme une fatalité biologique. Plutôt, elle propose une synthèse des connaissances biologiques et sociales. Par exemple, il peut s'agir des variations biologiques en fonction du milieu de vie, tant par l'expérience des personnes âgées que les autres, par les normes sociales ou même les politiques publiques. Fry travaille avec une perspective historique du vieillissement, avec notamment les impacts de l'allongement de l'espérance de vie sur la perception du vieillissement, les transformations sociales économiques ou celles reliées aux politiques publiques de l'État-providence. Il est également possible de s'intéresser au phénomène des résidences pour personnes âgées ou à tout autre logement pensé pour elles, comme l'ont fait Hendersen et Vesperi ou à ceux de la médicalisation et de la professionnalisation du vieillissement, comme Corin, Kaufman et Lock, pour ne nommer que ces anthropologues, qui cherchent à comprendre les qualificatifs de « fragiles » ou de « dépendantes » souvent attribués aux personnes âgées dans les sociétés occidentales et qui changent leur statut au sein de leur milieu.

### Études longitudinales sur le vieillissement
Il commence à se faire à grande échelle avec les méthodes (issues de l'épidémiologie) de suivi de vastes panels de personnes volontaires. Par exemple au Canada 160 chercheurs de 26 universités vont suivre un groupe d'environ 50 000 personnes (âgé(e)s de 45 à 85 ans) durant 20 ans au moins ; 30 000 feront l'objet d'examens cliniques et 20 000 autres seront interrogés téléphoniquement tous les 3 ans, pour mieux suivre, mesurer et expliquer les effets du vieillissement sur eux (effets biologiques, médicaux, socio-psychologiques...).

### Enquête sur l’habitat et le vieillissement
L’enquête À
Âge sur le logement est réalisée, en Suisse, tous les cinq ans depuis 2003, dans le but de fournir un aperçu de la situation du logement des personnes âgées. Depuis 2018, elle couvre l’ensemble de la Suisse. Le 4e volet de cette enquête a été mené en 2018, et porte sur un échantillon de 2676 personnes âgées de 65 ans et plus, de toute la Suisse. Deux groupes ont été interviewés : des personnes vivant dans des ménages privés et des personnes résidant dans des établissements médico-sociaux (EMS) .

### Organisations
La mission de la Fédération Internationale du Vieillissement est d'informer, éduquer et promouvoir des politiques, des programmes et des pratiques afin d'améliorer la qualité de vie des personnes âgées à travers le monde. Elle représente les personnes âgées auprès des Nations unies, de l'Organisation Mondiale de la Santé, de l'Organisation des Nations unies pour l'Éducation, la Science et la Culture (UNESCO), la Commission Économique et Sociale de l'Asie et du Pacifique pour les Nations unies (UNESCAP) et le Conseil de l'Europe.

## Aspects économiques
L’allongement de l’espérance de vie, conjugué à la baisse de la natalité, se traduit par un vieillissement de nos sociétés, ce qui n’est pas sans poser un certain nombre de défis économiques, notamment en termes de financement des retraites et de la dépendance mais aussi de potentiel de productivité macroéconomique.
Aucune région dans le monde n’échappe à ce phénomène de vieillissement. En 1970, la part des plus de 65 ans dans la population totale mondiale représentait 5,3 % ; elle est aujourd’hui de 9,1 % tandis que, selon les prévisions des Nations unies, elle devrait atteindre 15,9 % en 2050.
La France, comme tous les pays développés, est particulièrement marquée par le vieillissement de sa société : en 2050, les plus de 65 ans devraient représenter 26,2 % de la population selon les prévisions de l’INSEE (contre 20,4 % en 2019). Actuellement, l’Italie est le pays de l’Union européenne (UE) où la part des plus de 65 ans est la plus élevée (23 % en 2019) . En Allemagne, pays longtemps considéré comme le plus vieux d’Europe occidentale, le vieillissement de la société y a été ralenti depuis 2015 par l’afflux de populations migrantes plus jeunes : la part des plus de 65 ans s’y est établie à 21,6 % en 2019. L’Irlande, portée par une natalité élevée, a la part des plus de 65 ans la plus faible au sein des pays de l’UE développée (14,2 %).

### Silver economyversussociété du vieillissement
Sur le plan économique, le vieillissement de la population est perçu comme une évolution tantôt positive, tantôt négative. 
Pour les tenants de la « Silver economy », le vieillissement de nos sociétés est une opportunité qui, depuis le début des années 2000, y voit là un « marché » important en termes de services liés à la personne, au tourisme, à la culture, au commerce de détail, à la finance. Les premiers retraités des Trente Glorieuses (1945-1975) disposent en effet d’une solvabilité moyenne élevée même s’il existe aussi des écarts de richesse très élevés entre eux. Selon l’INSEE, le patrimoine des plus de 60 ans s’est établi en moyenne à 315 200 euros en 2018, soit un patrimoine total pour cette classe d’âge de plus de 5 000 milliards d’euros. 
Pour d’autres économistes, le vieillissement est davantage une source de préoccupation en raison d’une entrée dans la vie active de plus en plus tardive des jeunes générations, de trajectoires professionnelles de plus en plus marquées par le chômage, d’un accès à la propriété rendu difficile par la forte hausse des prix de l’immobilier. Le risque mis en avant est celui de générations actives (de moins en moins nombreuses) mises dans l’obligation de prendre à leur charge le financement des retraites et de la dépendance de générations âgées (de plus en plus nombreuses). Ce risque de conflits intergénérationnels est notamment mis en avant par des auteurs tels que Jean-Hervé Lorenzi, François-Xavier Albouy et Alain Villemeur qui, dans L’Erreur de Faust, ont développé le concept de ‘société du vieillissement’ et proposé des mesures afin que celle-ci soit « harmonieuse ». André Masson, dans Nos sociétés du vieillissement entre guerre et paix, a formulé un autre ensemble de propositions en vue de tisser de nouvelles solidarités entre les générations. Le point commun entre ces auteurs est qu’il faut « plus qu’une énième réforme des retraites »pour que nos sociétés vieillissantes soient viables: les solutions proposées portent sur la liquéfaction du patrimoine immobilier, une assurance dépendance obligatoire, une taxation progressive sur les successions, des produits financiers transgénérationnels ainsi que sur des activités socialisées pour les seniors ou encore une indexation des pensions les plus élevées sur l’évolution d’indicateurs signalant l’insertion des jeunes populations. 

### Le financement de la dépendance
Le financement de la dépendance est un aspect économique important du vieillissement.
En France, l’Assemblée nationale a voté en 2020 le principe de création d’une cinquième branche de la Sécurité sociale dédiée à la perte d’autonomie, laquelle viendrait s’ajouter aux quatre branches existantes (maladie, retraite, famille, accidents du travail). Cette cinquième branche devrait être dotée de 6 milliards d'euros à l’horizon de 2024. Parmi les financements envisagés figurent : la taxation des successions et donations, la chasse aux niches sociales avec l’abaissement du plafond du crédit d’impôt pour les employeurs d’une aide à domicile, l’alignement du taux normal de CSG (Contribution Sociale Généralisée) des retraités les plus aisés (8,3 %) sur celui des actifs (9,2 %), la réduction du plafond de l'abattement de 10 % de l'impôt sur le revenu des retraités ou encore l'idée d'une deuxième journée de solidarité.
Les évaluations semblent cependant plutôt faire état d’un besoin en financement de la dépendance plus élevé, compris entre 9 et 14 milliards d’euros dans le cas français.

### Vieillissement et croissance économique
Le vieillissement de la population active (c'est-à-dire la population en âge de travailler) fait craindre une baisse du potentiel de production. Le problème serait à la fois quantitatif et qualitatif :
- Quantitatif, car une population vieillissante dispose d’une quantité de travailleurs insuffisante pour produire tandis que les besoins en termes de services à la personne, santé etc. augmentent. Ce problème quantitatif peut être résolu par le recul de l’âge de départ à la retraite, l’immigration ou encore la robotisation[41].
- Qualitatif, car la productivité du travailleur diminuerait avec l’avancée en âge. Cette intuition, qui trouve ses racines dans les études de neurosciences et tests psychométriques mettant en avant une baisse des capacités cognitives et physiques de l’individu au fur et à mesure de son vieillissement, n’est cependant pas corroborée par les études empiriques : l’expérience dont bénéficie un travailleur âgé peut lui permettre de compenser ses moindres capacités cognitives et physiques relativement à un travailleur plus jeune. Finalement, la relation négative entre âge et productivité au travail n’est pas établie au niveau empirique[41].

À l’heure actuelle[Quand ?], aucune étude macroéconomique n’a permis de montrer que le vieillissement de nos sociétés se traduit par une baisse de la croissance économique. Les problèmes existent mais ne sont pas insurmontables.

## Vieillissement et théorie de l'information
- Vieillissement d’une information : Dans la société de l’information, une information est déclarée vieillie dans l’un des cas suivants : Elle est banalisée (elle n’amène plus d’information au sens de la Théorie de l’information), elle n’a plus la bonne formalisation, elle n’a pas le bon débit, elle n’est plus pertinente. En comparaison, une information valide est régénérée et elle « circule »[réf. nécessaire].
- Vieillissement d’un système d’informations : Il ne remplit plus l’un de ses objectifs. Par exemple, la totalité des types d’informations n'est plus transmise car il y a un blocage sur un chaînon intermédiaire appartenant les informations ne sont plus traçables, provoque une illégitimation des informations transmises[réf. nécessaire].
- Vieillissement du système de traduction de l'information génétique : le groupe de recherche de David Sinclair postule que le vieillissement des mammifères serait dû uniquement à une perte d'information épigénétique et que toutes les maladies liées aux vieillissement n'en seraient que les conséquences[44]. Comme l'épigénétique ne modifie pas nos gênes mais seulement leur expression, cette perte d'information serait réversible. Elle pourrait même être contrôlée de manière artificielle par les facteurs de Yamanaka comme le prouvent des expériences in vitro y compris sur des cellules humaines, ouvrant ainsi la voie à un rajeunissement cellulaire[45]. Une analogie proposée par David Sinclair consiste à comparer l'information contenue dans l'ADN de nos gènes à celle contenue dans CD-ROM; les mécanismes épigénétiques complexes qui traduisent cette information en protéines vitales sont comparés à un lecteur de CD-ROM qui s'encrasse au fil du temps; si l'on peut réparer le "lecteur" on peut retrouver un fonctionnement normal[46]. Bien que cette théorie ait obtenu des succès expérimentaux, notamment dans le rétablissement de la vision de rongeurs, celle-ci est encore controversée et critiquée par d'autres scientifiques dont Charles Brenner et Peter Attia. Il est cependant prouvé par de nombreuses études épidémiologiques que notre mode de vie influence l'expression de nos gênes dans un sens favorable (alimentation saine, restriction calorique, exercices physiques, ... ) ou défavorable (consommation de tabac ou d'alcool, surpoids, sédentarité...) influençant directement notre espérance de vie en bonne santé et notre longévité.